# Мідвей (Юта)
Мідвей (англ. Midway) — місто (англ. city) в США, в окрузі Восач штату Юта. Населення — 6003 особи (2020).

## Географія
Мідвей розташований за координатами 40°31′5″ пн. ш. 111°28′31″ зх. д. / 40.51806° пн. ш. 111.47528° зх. д. (40.517974, -111.475184).  За даними Бюро перепису населення США в 2010 році місто мало площу 13,58 км², уся площа — суходіл.

## Демографія
Згідно з переписом 2010 року, у місті мешкало 3845 осіб у 1276 домогосподарствах у складі 1015 родин. Густота населення становила 283 особи/км².  Було 1982 помешкання (146/км²).
Расовий склад населення:
| - 95,2 % — білих - 0,5 % — азіатів - 0,3 % — корінних американців - 0,2 % — чорних або афроамериканців - 0,1 % — вихідців з тихоокеанських островів - 2,7 % — осіб інших рас |

До двох чи більше рас належало 0,9 %. Частка іспаномовних становила 5,5 % від усіх жителів.
За віковим діапазоном населення розподілялося таким чином: 32,4 % — особи молодші 18 років, 56,4 % — особи у віці 18—64 років, 11,2 % — особи у віці 65 років та старші. Медіана віку мешканця становила 34,7 року. На 100 осіб жіночої статі у місті припадало 98,5 чоловіків;  на 100 жінок у віці від 18 років та старших — 95,9 чоловіків також старших 18 років.
Середній дохід на одне домашнє господарство  становив 88 340 доларів США (медіана — 77 273), а середній дохід на одну сім'ю — 96 565 доларів (медіана — 86 515). За межею бідності перебувало 5,0 % осіб, у тому числі 1,6 % дітей у віці до 18 років та 6,6 % осіб у віці 65 років та старших.
Цивільне працевлаштоване населення становило 1856 осіб. Основні галузі зайнятості: освіта, охорона здоров'я та соціальна допомога — 21,3 %, роздрібна торгівля — 15,8 %, мистецтво, розваги та відпочинок — 11,4 %, науковці, спеціалісти, менеджери — 8,9 %.